# Helianthemum kotschyanum
Helianthemum kotschyanum är en solvändeväxtart som beskrevs av Pierre Edmond Boissier. Helianthemum kotschyanum ingår i släktet solvändor, och familjen solvändeväxter. Inga underarter finns listade i Catalogue of Life.